# Sistema del doble híbrid
La tècnica del doble híbrid en llevat és una tècnica de biologia molecular utilitzada per trobar proteïnes que interaccionen mútuament.
La tècnica consisteix en l'activació d'un gen reporter per l'acció d'un factor de transcripció que s'enllaça a la seqüència reguladora "UAS" (en anglès "Upstream Activating Sequence") localitzada en el promotor més a dalt del lloc d'inici de la transcripció.
El principi de la tècnica és el següent: el factor de transcripció és separat en dos fragments, un que reconeix UAS i l'altre que promou l'activació de la maquinària de transcripció. Cada fragment és introduït a les proteïnes la interacció de les quals es vol analitzar, utilitzant tècniques d'enginyeria genètica. Si les proteïnes formen un complex entre si, els dos fragments del factor de transcripció es trobaran i el gen reporter serà transcrit.